# Służki
Służki (biał. Служкі, ros. Служки, Służki) – chutor na Białorusi, w obwodzie grodzieńskim, w rejonie brzostowickim, w sielsowiecie Koniuchy.

## Historia
W czasach zaborów w granicach Imperium Rosyjskiego, w guberni grodzieńskiej, w powiecie grodzieńskim.
Pod koniec XVIII wieku miejscowość należała do rodu de Virionów herbu Leliwa.
W latach 1921–1939 ówczesna wieś i dwie osady młyńskie leżały w Polsce, w województwie białostockim, w powiecie grodzieńskim, w gminie Krynka.
Według Powszechnego Spisu Ludności z 1921 roku zamieszkiwało tu 87 osób, 72 były wyznania rzymskokatolickiego, 10 prawosławnego a 5 mojżeszowego. Jednocześnie 77 mieszkańców zadeklarowało polską przynależność narodową a 10 białoruską. Było tu 16 budynków mieszkalnych.
Miejscowości należały do parafii prawosławnej i rzymskokatolickiej w Krynkach. Podlegały pod Sąd Grodzki w Krynkach i Okręgowy w Grodnie; właściwy urząd pocztowy mieścił się w Krynkach. Osady młyńskie zostały w Skorowidzach zapisane jako Służki I i Służki II. Położone były jedna za drugą wzdłuż rzeczki Krynki, w kierunku Krynek.
W wyniku napaści ZSRR na Polskę we wrześniu 1939 miejscowość znalazła się pod okupacją sowiecką. 2 listopada została włączona do Białoruskiej SRR. 4 grudnia 1939 włączona do nowo utworzonego obwodu białostockiego. Od czerwca 1941 roku pod okupacją niemiecką. 22 lipca 1941 r. włączona w skład okręgu białostockiego III Rzeszy. W 1944 miejscowość została ponownie zajęta przez wojska sowieckie i włączona do obwodu grodzieńskiego Białoruskiej SRR.
Od 1991 w składzie niepodległej Białorusi.